# بني عبيد (تعز)
بني عبيد هي إحدى قرى الجمهورية اليمنية. تتبع جغرافيا لمحافظة تعز وإداريًا لمديرية شرعب الرونة. يبلغ تعداد سكانها 2000 نسمة حسب الإحصاء الذي أجري عام 2004.